# Scaphiophora gigantea
Scaphiophora gigantea là một loài thực vật có hoa trong họ Burmanniaceae. Loài này được Jonker miêu tả khoa học đầu tiên năm 1938.